# らせん階段 (1946年の映画)
『らせん階段』（原題：The Spiral Staircase）は、1946年制作のアメリカ合衆国のミステリ映画。
エセル・リナ・ホワイト原作の小説をロバート・シオドマク監督で映画化。

## あらすじ
1906年、ニューイングランドのある町のウォーレン夫人の館に、女中として雇われたヘレンという若い娘がやって来た。ヘレンは子供のころ、家が火事になり、両親が焼け死ぬのを目撃したショックで声が出なくなっていた。
その頃、町では奇妙な連続殺人事件が起きていた。被害者は皆肉体的に障害のある娘ばかりだった。ウォーレン夫人は自分に献身的に尽くすヘレンに感謝しながらも、ヘレンが一連の連続殺人事件の次の犠牲者になるのではないかと危惧し、彼女に町を出るようすすめる。
ある夜、ウォーレン夫人の継子にして、生物学者のウォーレン教授の女秘書ブランチが犠牲となり、発見者はヘレンだった。
ヘレンは現場にいたウォーレン夫人の実子スティーヴンを犯人だと思い込み、彼を地下室に閉じ込める。

## キャスト
| 役名                 | 俳優                   | 日本語吹替                                                                       |
| 役名                 | 俳優                   | NETテレビ版                                                                      |
| -------------------- | ---------------------- | -------------------------------------------------------------------------------- |
| ロード・ワーレン博士 | ジョージ・ブレント     | 川久保潔                                                                         |
| ヘレン               | ドロシー・マクガイア   | 武藤礼子                                                                         |
| ワーレン夫人         | エセル・バリモア       | 堀越節子                                                                         |
| パーリィ             | ケント・スミス         | 広川太一郎                                                                       |
| スティーブ           | ゴードン・オリヴァー   | 金内吉男                                                                         |
| オーツ夫人           | エルザ・ランチェスター | 川路夏子                                                                         |
| ブランチ             | ロンダ・フレミング     |                                                                                  |
| 不明 その他          |                        | 赤木葉子 大久保正信 瀬能礼子 野本礼三 平沢公太郎 小泉栄子 神保修 城山堅 吉原妙子 |
| 日本語版制作スタッフ |                        |                                                                                  |
| 演出                 | 演出                   | 有村昌記                                                                         |
| 翻訳                 | 翻訳                   | 山田小枝子                                                                       |
| 効果                 | 効果                   | PAG                                                                              |
| 調整                 | 調整                   | 堀久雄                                                                           |
| 制作                 | 制作                   | 有村放送プロモーション                                                           |
| 解説                 | 解説                   | 増田貴光                                                                         |
| 初回放送             | 初回放送               | 1970年1月10日 『土曜映画劇場』 21:00-22:26                                       |

## リメイク
本作はその後2回リメイクされている。
- 『らせん階段 (1975年の映画)（英語版）』 1975年、監督：ピーター・コリンソン、出演：ジャクリーン・ビセット、クリストファー・プラマー、ジョン・フィリップ・ロー、ゲイル・ハニカット、サム・ワナメイカー - イギリス映画。
- 『らせん階段/殺意の島（英語版）』 2000年、監督：ジェームズ・ヘッド、出演：ニコレット・シェリダン、ジャド・ネルソン - テレビ映画。